# José Noriega y Chávez
José Martín Noriega y Chávez (Lima, siglo XVIII
-?, siglo XIX) fue un militar peruano al servicio del ejército español. Fue gobernador y comandante militar de la provincia de Maynas, entre 1813 y 1816.

## Biografía
Hijo del asturiano Pedro Alejandro Noriega Inguanzo y de la limeña María Rosa Chávez. Hermano paterno de Manuel Antonio de Noriega (1758-1814), que fue abogado, magistrado y catedrático universitario. Por la vía paterna se hallaba enlazado con los marqueses de Hermosilla.
En 1790 era capitán del regimiento real de Lima. En 1802 ascendió al grado de coronel y fue comandante principal de la cuarta partida de la expedición delimitadora de la región amazónica entre España y Portugal.
Fue gobernador y comandante militar de Maynas entre 1813 y 1816. Su sucesor fue el español Manuel Fernández Álvarez, en cuyo tiempo estalló la guerra de la independencia.

## Descendencia
Su hijo José Noriega, nacido en Moyobamba, se destacó luchando por la causa patriota en la guerra de independencia de Maynas y murió fusilado en 1822.
Otro hijo suyo, Pedro Leonardo Noriega, fue teniente coronel del ejército español, que participó en la reconquista española de Quito de 1812 y en la guerra de Chile de 1818. Luego pasó a España y fue transferido a Cuba. Fue caballero de las órdenes de Calatrava, San Fernando e Isabel la Católica.
Uno de sus nietos fue el general Juan Buendía y Noriega, que sirvió a la República del Perú durante la guerra del Pacífico.